# Venencia

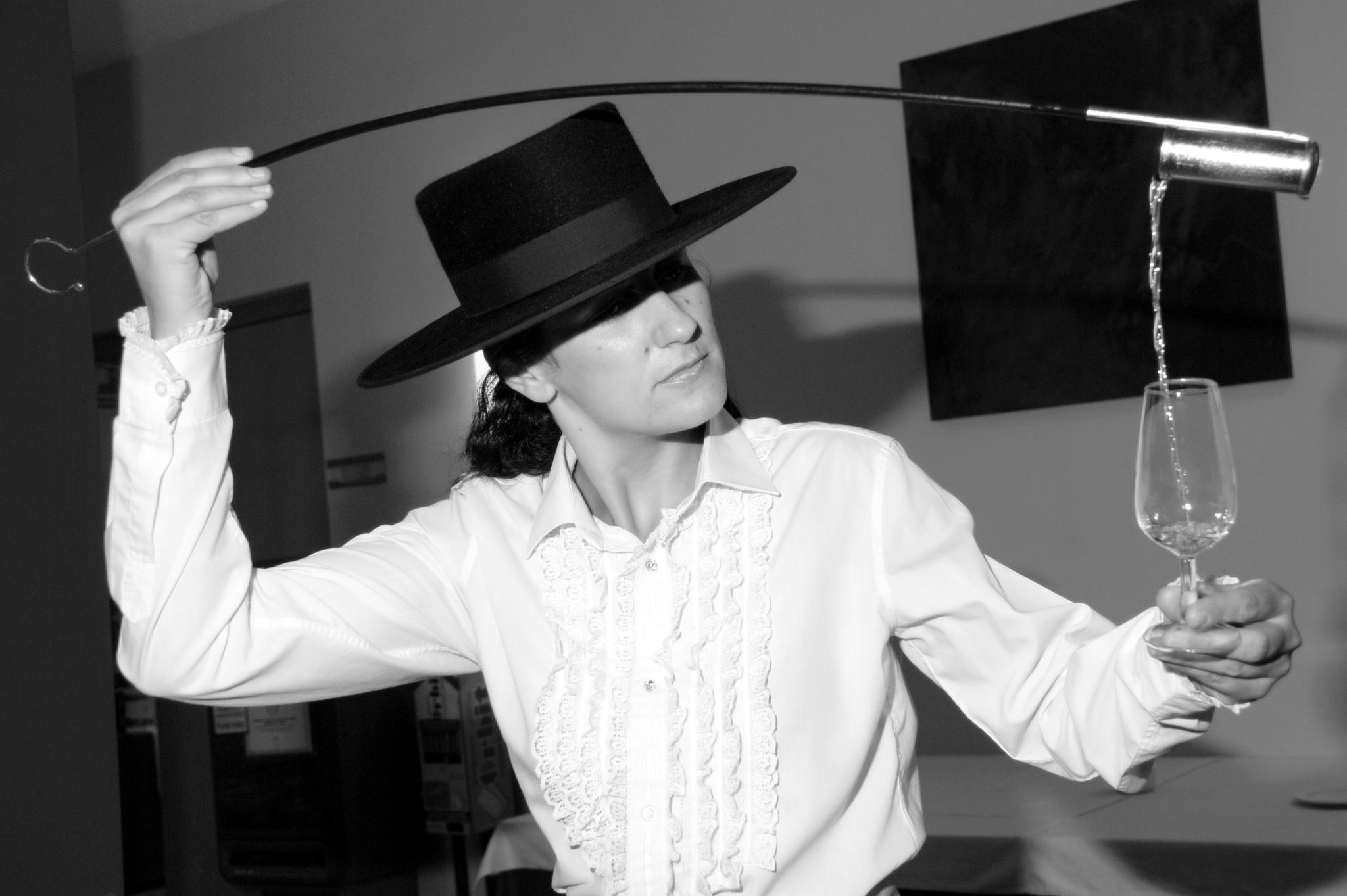
Venenciando vino de jerez.

Una venencia (o, más raramente, avenencia) es un pequeño recipiente cilíndrico unido a una larga varilla utilizado para extraer cantidades pequeñas de vino de una cuba. El origen etimológico del término es la palabra avenencia, (es decir, convenio, transacción, conformidad, unión), ya que el utensilio se usa para catar el vino o el jerez antes de cerrar el acuerdo de compraventa.
Está formado por una varilla de barba de ballena que por un extremo tiene adaptado un gancho metálico y por el otro un recipiente cilíndrico. Sirve para extraer el vino de la bota, y trasegarlo al catavino. La forma del recipiente cilíndrico permite atravesar el velo de flor (capa de levadura que reposa sobre el vino), evitando que dicho velo se mezcle con el líquido extraído.

## Historia y uso
La venencia se originó como utensilio para catar del vino antes de cerrar el acuerdo de compraventa en una bodega. Al encargado de usar la venencia para extraer el vino de la bota y verterlo en el catavino se le denomina venenciador. La perfección de tal destreza se considera un arte, igual que la fabricación de la venencia en sí, oficio en desuso.